# Nomenclatura de funciones orgánicas con oxígeno

## Nomenclatura de los derivados del ácido carbónico
El ácido carbónico es un ácido oxácido proveniente del óxido de carbono (IV) (CO2), el cual existe en equilibrio con este último, por ejemplo, en el agua gasificada o la sangre. No es posible obtener ácido carbónico puro ya que la presencia de una sola molécula de agua catalizaría su descomposición inmediata en óxido de carbono (IV) y agua. El ácido pirocarbónico es el dímero del ácido carbónico.
Los sustituyentes generados a partir del ácido carbónico se pueden nombrar de acuerdo a lo que se muestra en la siguiente tabla:

### Sales y ésteres
A las sales monobásicas y los monoésteres del ácido carbónico se les denominan carbonatos ácidos o bicarbonatos (base conjugada del ácido carbónico). A las sales dibásicas y los diésteres del ácido carbónico se les denomina carbonatos. El ácido pirocarbónico presenta las mismas reglas. Los carbonatos se pueden nombrar de acuerdo a las siguientes reglas:
- Carbonatos de alquilo: Se nombran por nomenclatura radicofuncional. Dado que el ácido carbónico es un diácido, puede haber derivados de mono o di disustitución simétricos o asimétricos.

- Si el carbonato no tiene prioridad de citación, se puede nombrar como el sustituyente "carboxioxi-" (para el caso del bicarbonato) o "(alcoxicarbonil)oxi-".

- Si dos unidades moleculares idénticas independientes se enlazan por una unidad de carbonato, ésta puede ser indicada como "carbonildioxi-"

- Los carbonatos endocíclicos se denominan como lactonas carbónicas. De acuerdo al caso, se pueden nombrar como carbonatos de alquileno o como 2-oxo-1,3-dioxacicloalcanos (de acuerdo al sistema de nomenclatura de Hantzsch-Widman).

### Ácidos halocarbónicos y sus derivados
El ácido carbónico puede tener varios derivados que se forman por reemplazo de un grupo -OH por un halógeno. Los ácidos monosustituídos son los ácidos halocarbónicos (O ácidos halofórmicos, o ácidos carbonohalídicos). Sus ésteres son los halocarbonatos de alquilo. Los productos de doble sustitución se nombran como halogenuros de carbonilo.

### Compuestos carbonílicos
Conceptualmente, el ácido carbónico puede tener varios compuestos derivados por sustitución de los grupos - OH con grupos carbonados o hidrógeno. Un reemplazo con hidrógeno genera el ácido fórmico; un segundo reemplazo genera el formaldehído. Un reemplazo de un hidrógeno por un grupo alquilo genera al grupo aldehído.
Un reemplazo de los - OH con grupos alquilo genera a los ácidos carboxílicos. Un segundo reemplazo por un grupo alquilo genera el grupo cetona.

## Nomenclatura de ácidos carboxílicos
Los ácidos carboxílicos son compuestos que consisten en los derivados de sustitución de un grupo - OH del ácido carbónico (es decir, el sustituyente carboxilo) por un sustituyente carbonado (alquilo, arilo, vinilo, acetileno, acilo, carboxilo, etc.) La única excepción es cuando R = H (Ácido fórmico, considerado el ácido carboxílico más pequeño). Los ácidos carboxílicos son los compuestos con oxígeno que tienen mayor jerarquía de mención. Cuando el carboxilo es el grupo principal, la numeración de un ácido alifático está siempre dispuesto de manera que se asignen los números más bajos para este grupo independientemente de la numeración del compuesto original. Lo mismo se aplica a los derivados de ácidos carboxílicos.

### Ácidos monocarboxílicos
El grupo ácido carboxílico siempre se encuentra en el extremo de una cadena o como sustituyente de estructuras cíclicas.
La regla general de mención de los ácidos carboxílicos es adicionar el sufijo "-ico" al nombre del alcano correspondiente y anteponer la palabra "ácido", p. ejem. ácido propanoico. Muchos ácidos carboxílicos tienen nombres triviales y varios compuestos deben su nombre a dichas denominaciones.
- Un ácido monocarboxílico es aquel que sólo presenta un solo grupo carboxílico. Los ácidos monocarboxílicos lineales tienen nombres triviales reconocidos por la IUPAC. Los cinco primeros son denominados ácidos de cadena media; de 6 a 15 carbonos se denominan ácidos de cadena corta. Los ácidos con cadenas mayores a 15 carbonos se denominan ácidos grasos.

Los nombres triviales de los ácidos carboxílicos se designan según la fuente natural de la que inicialmente se aislaron:
| Nombre trivial          | Nombre IUPAC              | Estructura     | Número de carbonos |
| ----------------------- | ------------------------- | -------------- | ------------------ |
| Ácido fórmico           | Ácido metanoico           | HCOOH          | C1:0               |
| Ácido acético           | Ácido etanoico            | CH3COOH        | C2:0               |
| Ácido propiónico        | Ácido propanoico          | CH3CH2COOH     | C3:0               |
| Ácido butírico          | Ácido butanoico           | CH3(CH2)2COOH  | C4:0               |
| Ácido valérico          | Ácido pentanoico          | CH3(CH2)3COOH  | C5:0               |
| Ácido caproico          | Ácido hexanoico           | CH3(CH2)4COOH  | C6:0               |
| Ácido enántico          | Ácido heptanoico          | CH3(CH2)5)COOH | C7:0               |
| Ácido caprílico         | Ácido octanoico           | CH3(CH2)6COOH  | C8:0               |
| Ácido pelargónico       | Ácido nonanoico           | CH3(CH2)7COOH  | C9:0               |
| Ácido cáprico           | Ácido decanoico           | CH3(CH2)8COOH  | C10:0              |
| Ácido undecílico        | Ácido undecanoico         | CH3(CH2)9COOH  | C11:0              |
| Ácido láurico           | Ácido dodecanoico         | CH3(CH2)10COOH | C12:0              |
| Ácido tridecílico       | Ácido tridecanoico        | CH3(CH2)11COOH | C13:0              |
| Ácido mirístico         | Ácido tetradecanoico      | CH3(CH2)12COOH | C14:0              |
| Ácido pentadecílico     | Ácido pentadecanoico      | CH3(CH2)13COOH | C15:0              |
| Ácido palmítico         | Ácido hexadecanoico       | CH3(CH2)14COOH | C16:0              |
| Ácido margárico         | Ácido heptadecanoico      | CH3(CH2)15COOH | C17:0              |
| Ácido esteárico         | Ácido octadecanoico       | CH3(CH2)16COOH | C18:0              |
| Ácido nonadecílico      | Ácido nonadecanoico       | CH3(CH2)17COOH | C19:0              |
| Ácido araquídico        | Ácido eicosanoico         | CH3(CH2)18COOH | C20:0              |
| Ácido heneicosílico     | Ácido heneicosanoico      | CH3(CH2)19COOH | C21:0              |
| Ácido behénico          | Ácido docosanoico         | CH3(CH2)20COOH | C22:0              |
| Ácido tricosílico       | Ácido tricosanoico        | CH3(CH2)21COOH | C23:0              |
| Ácido lignocérico       | Ácido tetracosanoico      | CH3(CH2)22COOH | C24:0              |
| Ácido pentacosílico     | Ácido pentacosanoico      | CH3(CH2)23COOH | C25:0              |
| Ácido cerótico          | Ácido hexacosanoico       | CH3(CH2)24COOH | C26:0              |
| Ácido heptacosílico     | Ácido heptacosanoico      | CH3(CH2)25COOH | C27:0              |
| Ácido montánico         | Ácido octacosanoico       | CH3(CH2)26COOH | C28:0              |
| Ácido nonacosílico      | Ácido nonacosanoico       | CH3(CH2)27COOH | C29:0              |
| Ácido melísico          | Ácido triacontanoico      | CH3(CH2)28COOH | C30:0              |
| Ácido henatriacontílico | Ácido henatriacontanoico  | CH3(CH2)29COOH | C31:0              |
| Ácido laceroico         | Ácido dotriacontanoico    | CH3(CH2)30COOH | C32:0              |
| Ácido psílico           | Ácido tritriacontanoico   | CH3(CH2)31COOH | C33:0              |
| Ácido gédico            | Ácido tetratriacontanoico | CH3(CH2)32COOH | C34:0              |
| Ácido ceroplástico      | Ácido pentatriacontanoico | CH3(CH2)33COOH | C35:0              |
| Ácido hexatriacontílico | Ácido hexatriacontanoico  | CH3(CH2)34COOH | C36:0              |

Los ácidos insaturados pueden citarse por un sistema de nomenclatura simplificado que indica el número de carbonos y las insaturaciones con una letra griega Δ. A continuación se muestran ejemplos de nombres triviales de ácidos monocarboxílicos insaturados de cadena lineal:
| Nombre trivial         | Estructura química                                             | Δx                                            | C:D  |
| ---------------------- | -------------------------------------------------------------- | --------------------------------------------- | ---- |
| Ácido acrílico         | (CH2)=CHCOOH                                                   | Δ2                                            | 3:1  |
| Ácido crotónico        | CH3CH=CHCOOH                                                   | trans-Δ2                                      | 4:1  |
| Ácido sórbico          | CH3CH=CH-CH=CHCOOH                                             | trans, trans-Δ2,4                             | 6:2  |
| Ácido miristoleico     | CH3(CH2)3CH=CH(CH2)7COOH                                       | cis-Δ9                                        | 14:1 |
| Ácido palmitoleico     | CH3(CH2)5CH=CH(CH2)7COOH                                       | cis-Δ9                                        | 16:1 |
| Ácido sapiénico        | CH3(CH2)8CH=CH(CH2)4COOH                                       | cis-Δ6                                        | 16:1 |
| Ácido oleico           | CH3(CH2)7CH=CH(CH2)7COOH                                       | cis-Δ9                                        | 18:1 |
| Ácido eláidico         | CH3(CH2)7CH=CH(CH2)7COOH                                       | trans-Δ9                                      | 18:1 |
| Ácido vaccénico        | CH3(CH2)5CH=CH(CH2)9COOH                                       | trans-Δ11                                     | 18:1 |
| Ácido linoleico        | CH3(CH2)4CH=CHCH2CH=CH(CH2)7COOH                               | cis,cis-Δ9,Δ12                                | 18:2 |
| Ácido linoeláidico     | CH3(CH2)4CH=CHCH2CH=CH(CH2)7COOH                               | trans,trans-Δ9,Δ12                            | 18:2 |
| Ácido α-Linolénico     | CH3CH2CH=CHCH2CH=CHCH2CH=CH(CH2)7COOH                          | cis,cis,cis-Δ9,Δ12,Δ15                        | 18:3 |
| Ácido araquidónico     | CH3(CH2)4CH=CHCH2CH=CHCH2CH=CHCH2CH=CH(CH2)3COOHNIST           | cis,cis,cis,cis-Δ5Δ8,Δ11,Δ14                  | 20:4 |
| Ácido eicosapentenoico | CH3CH2CH=CHCH2CH=CHCH2CH=CHCH2CH=CHCH2 CH=CH(CH2)3COOH         | cis,cis,cis,cis,cis-Δ5,Δ8,Δ11,Δ14,Δ17         | 20:5 |
| Ácido erúcico          | CH3(CH2)7CH=CH(CH2)11COOH                                      | cis-Δ13                                       | 22:1 |
| Ácido docosahexaenoico | CH3CH2CH=CHCH2CH=CHCH2CH=CHCH2CH=CHCH2CH=CHCH2 CH=CH(CH2)2COOH | cis,cis,cis,cis,cis,cis-Δ4,Δ7,Δ10,Δ13,Δ16,Δ19 | 22:6 |

Cuando el grupo carboxilo se encuentra unido a una estructura cíclica, se menciona la palabra ácido, seguida del nombre del ciclo y se concluye yuxtaponiendo la palabra "carboxílico". El ácido bencenocarboxílico se denomina comúnmente como ácido benzoico.
El grupo carboxilo es designado por el prefijo "carboxi-" cuando se encuentra presente un grupo de mayor prioridad de mención.

### Ácidos policarboxílicos
- Ácidos dicarboxílicos: Cuando dos grupos carboxilo están presentes en una cadena principal, el ácido es nombrado como "ácido alcanodioico", "ácido alquenodioico", etc.[4]

Si los grupos carboxilo se encuentran sobre un mismo sistema cíclico, el sistema se nombra como un "ácido cicloalcano(anuleno) dicarboxílico"
Si dos grupos carboxilo se encuentran distribuidos en dos estructuras independientes, uno de ellos se menciona como "carboxilalquil-". Cuando dos estructuras idénticas que contienen grupos carboxilo se unen a un grupo vinculante, se puede mencionar por nomenclatura multiplicativa.
Los siguientes ácidos dicarboxílicos presentan los siguientes nombres triviales aceptados por la IUPAC:
| Nombre trivial   | Nombre IUPAC                        | Estructura             |
| ---------------- | ----------------------------------- | ---------------------- |
| Ácido oxálico    | Ácido etanodioico                   | HOOC-COOH              |
| Ácido malónico   | Ácido propanodioico                 | HOOC-CH2-COOH          |
| Ácido succínico  | Ácido butanodioico                  | HOOC-(CH2)2-COOH       |
| Ácido fumárico   | Ácido trans-butenodioico            | HOOC-HC=CH-COOH        |
| Ácido maleico    | Ácido cis-butenodioico              | HOOC-HC=CH-COOH        |
| Ácido glutárico  | Ácido pentanodioico                 | HOOC-(CH2)3-COOH       |
| Ácido adípico    | Ácido hexanodioico                  | HOOC-(CH2)4-COOH       |
| Ácido mucónico   | Ácido trans, trans-hexanodiendioico | HOOC-HC=CH-HC=CH-COOH  |
| Ácido pimélico   | Ácido heptanodioico                 | HOOC-(CH2)5-COOH       |
| Ácido subérico   | Ácido octanodioico                  | HOOC-(CH2)6-COOH       |
| Ácido azelaico   | Ácido nonanodioico                  | HOOC-(CH2)7-COOH       |
| Ácido sebácico   | Ácido decanodioico                  | HOOC-(CH2)8-COOH       |
| Ácido traumático | Ácido trans-dodec-2-enedioico       | HOOC-HC=CH-(CH2)8-COOH |

Los ácidos dicarboxílicos aromáticos son denominados "ácidos ftálicos":
- Ácidos policarboxílicos: Si una cadena presenta más de dos grupos carboxilo, se elige la cadena más larga que incluya dos grupos carboxilo, y el resto de los carboxilos se nombran como sustituyentes. Si más de dos grupos carboxilos se encuentran en una estructura cíclica, se nombran como "ácidos policarboxílicos". ("-tricarboxílico","-tetracarboxílico"), etc. Si los grupos carboxilo se encuentran en estructuras independientes, los que se encuentran en la estructura de menor prioridad de mención se expresan mediante prefijos "carboxialquilo-". Una alternativa de mención es considerar las estructuras independientes al grupo carboxílico, y nombrar el compuesto como un ácido alcanopolicarboxílico (P. ejem. ácido 1,2,3-propanotricarboxílico).

- Sustituyentes acilo: Los sustituyentes generados por el reemplazo de un grupo hidroxilo del grupo carboxílico se denominan sustituyentes acilo. El nombre de un sustituyente acilo se deriva del nombre del correspondiente ácido mediante el cambio de la terminación "-oico" a "-oil". Si el nombre de ácido se forma con la terminación "-carboxílico", el nombre del sustituyente obtenido por eliminación del hidroxilo de todos los grupos carboxilo se forma cambiando la terminación "-carboxílico" a "-carbonilo". El sustituyente derivado del reemplazo de todos los hidroxilos de un ácido policarboxílico, el nombre se conserva como si fuera un ácido monocarboxílico. Cuando en un ácido dicarboxílico se sustituye sólo un hidroxilo, el carboxilo restante se puede mencionar como un sustituyente aparte.[5][6]

### Ácidos peroxicarboxílicos
Los ácidos que contienen el grupo -C(=O)-OOH se denominan ácidos peroxicarboxílicos. En nombres individuales el prefijo "peroxi-" se usa antes del nombre del ácido correspondiente. Para diácidos se utiliza "monoperoxi-" o "diperoxi-" de acuerdo al caso. En caso de ser un sustituyente, el grupo -C(=O)-OOH se nombra como "carboperoxi-".

### Ésteres y sales carboxílicos
Las sales de los ácidos carboxílicos se denominan de manera análoga que en los casos de compuestos inorgánicos por nomenclatura radicofuncional como sales neutras (carboxilato de catión metálico). Un jabón es una sal sódica de un ácido graso. En caso de los ácidos policarboxílicos, se nombra la sal sin prefijos en caso de tener todos los hidrógenos ácidos sustituidos. De no ser así, se menciona con un prefijo de multiplicidad el número de cationes metálicos que sustituyen a los hidrógenos disponibles.
Los productos de reemplazo de un hidrógeno ácido de un carboxilo por una cadena carbonada se denominan ésteres carboxílicos. Los ésteres de los ácidos monocarboxílicos se denominan de manera análoga a la nomenclatura de sales inorgánicas como carboxilato de alquilo o Éster alquílico del ácido carboxílico. Los ésteres de ácidos peroxicarboxílicos se denominan ésteres peroxicarboxílicos.
Los ésteres de ácidos policarboxílicos se nombran de forma análoga a los ésteres neutros, considerando que los componentes se citan en orden alfabético. En caso de haber sustitución parcial, se nombra el hidrógeno como un sustituyente junto a los alquilos o los cationes (en caso de haber sales parciales).
Los ésteres de polialcoholes con unidades idénticas de ácidos carboxílicos pueden ser nombrados como un policarboxilato de alcatriilo. P. ejem. triacetato de propano-1,2,3-triilo. Si el poliol tiene un nombre trivial, se puede nombrar como "O acil-" seguido del nombre del compuesto. Cuando el poliol se esterifica con unidades distintas de ácidos carboxílicos, se nombra el éster considerando al ácido carboxílico con la cadena más larga. Un acilal es un diéster geminal. Se considera que es el éster de un hidrato de carbonilo (véase "Hidratos de carbonilo" más adelante).
Un poliéster es un polímero de un ácido hidroxicarboxílico o entre ácidos dicarboxílicos y dioles.
|               |                   |                            | Fórmula estructural del acetato de celulosa. |
| Poliglicólido | Poliácido láctico | Tereftalato de polietileno | Acetato de celulosa                          |

Cuando el grupo éster tiene menor prioridad en un compuesto, se puede nombrar como susituyente de acuerdo al caso:
(a) Cuando el compuesto principal se une directamente al oxígeno con enlace sencillo (-OOCR) se denomina al sustituyente como "aciloxi-" (dependiendo del nombre del acilo)
(b) Cuando el compuesto principal se une directamente al carbono carboxílico (-COOR), se denomina al sustituyente como "alcoxicarbonil-" o "ariloxicarbonil-" (dependiendo del nombre del alcóxido).
Una lactona es un éster endoheterocíclico. Existen diversos sistemas para nombrar a las lactonas, dependiendo del caso:
(a) Las lactonas formadas de ácidos alifáticos si sustitución se denominan con el lexema de número de carbonos, seguido del prefijo "-ólido".
(b) Si las lactonas se forman por un puente de oxígeno entre un carbono y un carbonilo se puede numerar como la anterior pero utilizando los localizadores adecuados.
(c) Se puede considerar que un ácido carboxílico de cadena lineal se esterifica a un hidroxilo en una posición "n" (Designada por una letra griega). Esa lactona formada se nombra citando la posición "n" de lactonización, el prefijo correspondiente al número total de carbonos, y la terminación "-lactona".
(d) Las estructuras en la cual uno o más anillos lactónicos se encuentran fusionados o una lactona se encuentra como puente a un sistema polifusionado, se puede nombrar como puente sustituyente "-carbolactona" con sus respectivos localizadores. El localizador del carbonilo -CO- siempre se menciona antes al oxígeno tipo éter (-O-).
(e) En muchos casos se puede utilizar el sistema de nomenclatura de Hantzsch-Widman, considerando a la lactonas como una 2-oxacicloalcanona (V. nomenclatura de cetonas).
Las lactidas son lactonas formadas por dos o más moléculas de un hidroxiácido. Cuando los hidroxiácidos tienen nombres triviales, se puede nombrar por medio de prefijos multiplicativos de acuerdo al número de unidades del hidroxiácido. Se elimina la palabra "'ácido" y se cambia el prefijo "-ico" por "-ida". Las lactidas de hidroxiácidos distintos o iguales con nombres no triviales, se nombran por nomenclatura de reemplazo.

### Anhídridos y peróxidos de acilo

Anhídrido melítico

Un anhídrido carboxílico es un compuesto formado por el reemplazo del hidrógeno carboxílico por un grupo acilo. En el caso de que dos grupos acilo se conecten por un enlace peróxido -O-O-, el grupo funcional se denomina como un peróxido de acilo. Su nomenclatura considera los siguientes casos:
(a) Anhídridos y peróxidos simétricos de ácidos monocarboxílicos: Cuando los dos grupos acilo son idénticos, se cambia la palabra "ácido" por "anhídrido"; el resto del nombre se denomina tal y cual se encontraba con el ácido.
En el caso de los peróxidos, se puede nombrar como "peróxido de" y se nombra el grupo acilo común.

Peróxido de benzoílo

(b) Anhídridos y peróxidos de ácidos dicarboxílicos: Los ácidos dicarboxílicos pueden generar anhídridos y peróxidos endoheterocíclicos por sustitución de los carboxilos terminales; se cambia la palabra "ácido" por "anhídrido" y el resto del nombre se denomina tal y cual se encontraba con el ácido. Cuando el anhídrido de un ácido dicarboxílico no es intra sino intermolecular, el compuesto se nombra por la nomenclatura multiplicativa. En el caso de los peróxidos, se puede nombrar como "peróxido de" y se nombra el grupo acilo en común.
(c) Anhídridos y peróxidos asimétricos: Se cita la palabra "anhídrido" seguido de los nombres de los correspondientes ácidos conservando el sufijo "-ico". Los peróxidos siguen la misma regla, pero en vez de usarse el sufijo "-ico" se utiliza el sufijo "-ilo". Los anhídridos y peróxidos endocíclicos de ácidos dicarboxílicos o policarboxílicos que no tienen un nombre trivial se pueden nombrar por nomenclatura de Hantzsch-Wiedman. Los anhídridos mixtos de ácidos carboxílicos con el ácido carbónico.
(d) El grupo anhídrído se puede citar como sustituyente "(aciloxi)carbonil-" y el peróxido de acilo se puede citar como "(acildioxi)carbonil-".

### Halogenuros de acilo
El reemplazo de un grupo hidroxilo por un halógeno genera un grupo funcional denominado halogenuro de acilo (fluoruro, cloruro, bromuro, yoduro) Los más simples se pueden nombrar como halogenuro de acilo (P. ejem. Cloruro de acetilo).
Como sustituyentes se puede nombrar como "halocarbonil-" (Clorocarbonil, bromocarbonil, etc.)

## Nomenclatura de compuestos carbonílicos

### Aldehídos
Un aldehído es un grupo funcional que contiene un grupo carbonilo en el extremo de una cadena. Puede considerarse también como un derivado de sustitución de un hidrógeno del formaldehído por un radical carbonado. Se pueden considerar también como derivados de reducción de los ácidos carboxílicos.

#### Monoaldehídos
Por regla general, el grupo aldehído se nombra cuando es función prioritaria reemplazando el sufijo "-ano" por "-anal".
| Número de carbonos | Nomenclatura IUPAC | Nomenclatura trivial                        | Fórmula  |
| ------------------ | ------------------ | ------------------------------------------- | -------- |
| 1                  | Metanal            | Formaldehído                                | HCHO     |
| 2                  | Etanal             | Acetaldehído                                | CH3CHO   |
| 3                  | Propanal           | Propionaldehído Propilaldehído              | C2H5CHO  |
| 4                  | Butanal            | n-Butiraldehído                             | C3H7CHO  |
| 5                  | Pentanal           | n-Valeraldehído Amilaldehído n-Pentaldehído | C4H9CHO  |
| 6                  | Hexanal            | Capronaldehído n-Hexaldehído                | C5H11CHO |
| 7                  | Heptanal           | Enantaldehído Heptilaldehído n-Heptaldehído | C6H13CHO |
| 8                  | Octanal            | Caprilaldehído n-Octilaldehído              | C7H15CHO |
| 9                  | Nonanal            | Pelargonaldehído n-Nonilaldehído            | C8H17CHO |
| 10                 | Decanal            | Caprinaldehído n-Decilaldehído              | C9H19CHO |

Las insaturaciones se indican y primero se citan los alquenos seguido de los alquinos con sus localizadores correspondientes.
Si un ácido carboxílico tiene un nombre trivial, el aldehído correspondiente puede nombrarse eliminando la palabra "ácido" y reemplazando el sufijo "-ico" por "-aldehído".
Los aldehídos unidos a un grupo cíclico se nombran con el nombre de la estructura cíclica seguida del sufijo "-carbaldehído". La excepción es el bencenocarbaldehído, denominado benzaldehído.
Si en una misma estructura lineal donde se encuentra el aldehído hay un grupo de mayor prioridad se puede citar el aldehído como sustituyente "oxo" (=O). En el caso de que un ácido dicarboxílico tenga un nombre trivial pero solo haya un solo aldehído, se puede mencionar como "semialdehído" ó "ácido" "-aldehídico", seguido del adjetivo correspondiente al ácido. Cuando el grupo "-CHO" se encuentra en una estructura independiente que contenga un grupo funcional de mayor prioridad, se puede citar como el sustituyente "formil".

#### Polialdehídos
- Dialdehídos: Los dialdehídos se nombran citando la cadena más larga que incluya a ambos grupos carbonilo con su prefijo numeral correspondiente ("-dial", "-dicarbaldehído"). Los dialdehídos que corresponden a un ácido dicarboxílico con nombre trivial no es necesario utilizar los prefijos de multiplicidad.

- Polialdehídos: Se selecciona el dialdehído con la cadena más larga. El resto de los grupos aldehído se nombran como sustituyentes.[23]

### Cetonas
Una cetona es un compuesto que contiene un grupo carbonilo en una región no terminal de la estructura de carbono. El grupo carbonilo se encuentra doblemente sustituido con grupos carbonados. La terminación general para la función cetona es "-ona".

Una cetona se puede nombrar mediante los siguientes métodos:
a) Nomenclatura sustitutiva: Se menciona el lexema correspondiente al número de carbonos, seguido del sufijo "-ona".
b) Nomenclatura radicofuncional: Se mencionan los grupos alquilo unidos al grupo carbonilo organizados por orden alfabético, seguido de la palabra "cetona".
En sistemas de nomenclatura de productos naturales, las cetonas simétricas de cadena lineal se nombran de acuerdo al nombre trivial del ácido carboxílico correspondiente al número de carbonos equivalente a la mitad de la molécula. El lexema nominal va seguido del sufijo "-ona". La IUPAC desaconseja este método.
En los casos en los que existen dos o más grupos carbonilos en una misma cadena, se puede usar la nomenclaruta sustitutiva. Así, se utilizan prefijos numerales para indicar multiplicidad de las cetonas (di, tri, tetra, etc.), antes de la terminación -ona.
Las cetonas que tienen un R = Arilo se denominan fenonas. Cuando se tiene una alquil fenil cetona, se utiliza el nombre trivial del grupo acilo que incluya al carbonilo correspondiente a la parte no aromática, cambiendo la terminación "ilo" por "o" y se concluye con la palabra "fenona":
La única excepción es la benzofenona:
El nombre de una policetona en la cual dos carbonilos vecinos tienen anillos aromáticos unidos a los extremos, se pueden nombrar por el sistema radicofuncional empleando el sufijo "dicetona", "tricetona", etc. Otra alternativa es la nomenclatura sustitutiva.
Las cetonas en las que el carbonilo es parte de una estructura cíclica se denominan cetonas endocíclicas. Se nombran por nomenclatura sustitutiva sin necesidad de colocar localizadores (en el caso de las monocetonas; las policetonas endocíclicas sí requieren el uso de localizadores) La [7]-anulenona tiene el nombre trivial de tropona. Varios sistemas eliminan sufijos "ano" o "eno" en sistemas policíclicos aromáticos.
Las dicetonas derivadas de compuestos aromáticos por conversión de 2 grupos CH en CO con su correspondiente reubicación de dobles enlaces son denominadas como quinonas. Se menciona la estructura aromática correspondiente de la quinona, con los localizadores correspondientes y el sufijo "-quinona".
Si existe sobre la estructura principal un grupo de mayor prioridad, el oxígeno del carbonilo se puede citar como prefijo "oxo".
Los sustituyentes con grupos oxo se nombran por nomenclatura sustitutiva como "n-oxoalquilo". Los 1-oxoalquilos pueden ser mencionados como grupos acilo.
Los siguientes sustituyentes tienen los siguientes nombres triviales:
Cuando dos unidades moleculares con grupos funcionales de mayor prioridad que la cetona se conectan entre sí por un carbonilo, oxalilo o mesoxalilo, se emplea la nomenclatura multiplicativa.

### Cetenas
La cetena es un compuesto que consiste en un grupo carbonilo acumululado con un carbono vinílico. Las cetenas sepueden nombrar:
(a) como derivados de sustitución del compuesto patrón cetena CH2=C=O. (Dialquilcetena)
(b) Como si fuesen alquilidencetonas:
En presencia de otros grupos cetona, se pueden nombrar como dicetonas. Si se encuentra otro grupo de mayor prioridad, se menciona la cetena como  "oxometiliden-"

## Nomenclatura de alquiloxidanos
Un oxidano es un compuesto binario de hidrógeno y oxígeno. En nomenclatura sustitutiva los oxidanos pueden considerarse como hidruros patrón (Parent hydrides). Los dos oxidanos típicos en química inorgánica son el oxidano (Nombre trivial:Agua) y el dioxidano (Nombre trivial: Peróxido de hidrógeno).
Los alquiloxidanos se forman por la mono- o la disustitución de los hidrógenos del agua.

### Hidroxicompuestos: alcoholes, fenoles y polioles
Los productos de monosustitución del oxidano (alquiloxidanos o hidroxialquilos) tienen denominaciones de acuerdo al tipo de sustituyente que presenten:
| R                                                    | Nombre  | Estructura |
| Alquilo con carbono primario, secundario o terciario | Alcohol |            |
| Carbono vinílico                                     | Enol    |            |
| Carbono acetilénico                                  | Inol    |            |
| Areno, heterocíclicos aromáticos                     | Fenol   |            |

- Compuestos monohidroxílicos

En ausencia de un grupo funcional de mayor prioridad, se nombra la estructura principal donde se encuentre el grupo hidroxilo, adicionando una “-l” al final del hidruro patrón. Se debe mencionar la posición del hidroxilo con el localizador indicado. En caso de haber un alqueno o alquino, se nombran primero (con sus localizadores correspondientes seguidos de guiones) y se concluye con un guion, el localizador del hidroxilo y el sufijo "–ol".
Los alcoholes primarios de cadena abierta se pueden nombrar por medio de nomenclatura radicofuncional con la palabra “alcohol” seguido de la raíz nominal del sustituyente, seguido del sufijo “-ico”. Por ejemplo alcohol etílico
Los siguientes nombres triviales de monoalcoholes se conservan:
Muchos alcoholes se pueden nombrar como derivados de reducción de los ácidos que tengan un nombre trivial (Ácido [nombre]–ico → Alcohol [nombre]–ico )
En el caso de los monofenoles, los sustituyentes de menor prioridad (alquilos simples, halógenos) se nombran de acuerdo a las posiciones relativas del benceno.
Los metilfenoles se denominan cresoles.
En los sistemas fusionados se omite la terminación “-eno” y la se reemplaza directamente por el sufijo “-ol” (Naftol, antrol, fenantrol, etc.)
- Sustituyentes: Cuando se encuentra un grupo funcional de mayor prioridad, el sustituyente hidroxilo se nombra como “hidroxi-”, así como cuando se encuentra en una cadena lateral en un ciclo con grupos funcionales de mayor jerarquía.

A los sustituyentes generados por el reemplazo del hidrógeno del grupo hidroxilo, se les denomina "alcoxilo". El nombre se construye con la raíz nominal seguido del infijo "-oxi-":
Cuando el alcoxilo está unido a un metal, entonces el compuesto iónico (alcóxido) se menciona por nomenclatura radicofuncional de acuerdo a la nomenclatura inorgánica (alcóxido de metal):

Los sustituyentes bivalentes tipo -O-X-O- (Dos valencias disponibles en oxígenos en los extremos terminales) se nombran añadiendo el prefijo dioxi- al nombre del sustituyente bivalente.

### Compuestos polihidroxílicos
Un compuesto con dos o más grupos hidroxilo que se encuentren en la estructura principal se denomina mencionando en orden numérico todos los localizadores de los hidroxilos seguido del sufijo "-diol", "-triol", "-tetraol", etc. dependiendo el número de grupos hidroxilo que contenga.
Los siguientes polioles conservan sus nombres triviales:
Un alditol es un compuesto lineal que contiene un grupo hidroxilo por cada carbono. Su nombre (sin considerar estereoquímica) se construye con el prefijo numeral correspondiente al número de carbonos, seguido del prefijo “- itol”. Si se considera la estereoquímica, debe utilizarse el sistema de los monosacáridos. Las únicas excepciones son el etilenglicol (el de 2 carbonos) y el glicerol (el de 3 carbonos).
Cuando los grupos hidroxílicos se encuentran en dos estructuras de distinta prioridad, se utiliza el sufijo "-ol" en la estructura principal y en los sustituyentes secundarios que posean un grupo hidroxilo se denomina como "hidroxi-":
Los polioles derivados de agrupaciones de cicloalcanos y anillos aromáticos son nombrados:
a)	Adicionando el sufijo “-ol” al nombre de la agrupación en conjunto.
b)	El compuesto patrón sólo es el ciclo que contiene al grupo hidroxilo y el resto de los ciclos se nombran como sustituyentes.
Los siguientes nombres triviales de polifenoles y nitrofenoles se conservan:
Los polioles geminales se pueden definir los siguientes grupos funcionales:
| Hidrato de carbonilo (Diol geminal ó n,n-diol) |
| Ácido ortocarboxílico (Triol geminal)          |
| Ácido ortocarbónico (Metanotetraol)            |

Un hidrato de carbonilo puede nombrarse:
a) como un n,n-diol
b) como "Hidrato de" seguido del nombre del compuesto carbonílico.
Los ácidos ortocarboxílicos se nombran de acuerdo al su ácido metacarboxílico correspondiente, antecediendo al adjetivo con el sufijo "orto-":

### Éteres y epóxidos
Un éter es un grupo funcional que consiste en un átomo de oxígeno conectado a dos sustituyentes carbonados. Los enoles O- sustituidos se denominan viniléteres o enolatos. Los O-inoles sustituidos se denominan inolatos o alquiniléteres. Los fenoles O-sustituidos se denominan como ariléteres.
- Monoéteres simétricos: Puede utilizarse la nomenclatura multiplicativa, de reemplazo, sustitutiva o radicofuncional.

Nomenclatura multiplicativa: se añade el sufijo “di-“ (en el caso de nombres de sustituyentes sin paréntesis) o “bis-“ (En el caso de sustituyentes con paréntesis) separado de la palabra “éter”.
Nomenclatura de reemplazo: Se utiliza el prefijo “oxa” para indicar reemplazo de un metileno en una cadena de alcano.
Nomenclatura sustitutiva: No es muy empleada en éteres simétricos debido a que el nombre puede resultar ser más complicado que cualquiera de los métodos mencionados. Los éteres simétricos se mencionan como alcoxialcanos.
Nomenclatura radicofuncional: Se menciona la palabra “éter”, seguida de espacio y el nombre del radical alquilo repetido; se añade el sufijo “-ico”.
Dos unidades moleculares idénticas unidas por un oxígeno pueden ser mencionadas por nomenclatura multiplicativa (se cita el prefijo "oxi-" si la unidad molecular tiene un grupo funcional con mayor prioridad de mención y el nombre de la molécula antecedido por el prefijo numeral "bis-").
- Monoéteres asimétricos: Para éteres con sustituyentes que tengan nombres simples, se mencionan dichos nombres separados por espacios en orden alfabético, seguidos de la palabra “éter”. Se puede utilizar también nomenclatura de reemplazo. La nomenclatura sustitutiva puede denominar al éter como un alcoxialcano.

- Poliéteres y cetales: Un poliéter puede ser nombrado mediante cualquiera de los sistemas de nomenclatura (sustitutivo, multiplicativo o de reemplazo). Debe elegirse el sistema que brinde la mayor simplificación en el nombre.

Los poliéteres simétricos lineales pueden ser nombrados en términos del átomo de oxígeno central cuando hay un número impar de oxígenos. En el caso de un número par de oxígenos, se utiliza el hidrocarburo central:
Un carbono enlazado con un sustituyente alcoxilo y otro hidroxilo se denomina hemicetal R2-C(OH)OR'(hemiacetal cuando el carbono geminal además contiene un hidrógeno como sustituyente R-CH(OH)OR'). Dos grupos alcoxilo (idénticos o distintos) sobre el mismo carbono general el grupo cetal R2C(OR')OR(acetal cuando el carbono geminal además contiene un hidrógeno como sustituyente R-CH(OR')OR).
El nombre de estos compuestos se puede construir por dos alternativas:
a) Nomenclatura radicofuncional: Se considera que los hemiacetales y acetales son derivados de adición de una o dos moléculas de alcohol en un grupo carbonilo, por lo que el compuesto se puede nombrar como "(hemi)(a)cetal" seguido del adjetivo (que consta de la raíz nominal del alcohol y el sufijo "-ico") y se menciona el compuesto carbonílico del que proviene.
b) Nomenclatura sustitutiva. (Se pueden citar como n-alcoxi-n-alcoholes)
Los trialcoxilos y tetraalcoxilos geminales pueden ser denominados funcionalmente como ésteres de ácidos ortocarboxílicos u ortocarbónicos, respectivamente. Pueden ser nombrados también por nomenclatura sustitutiva.
- Éteres heterocíclicos: Los anillos heterocíclicos saturados con un oxígeno, monocíclicos o policíclicos, son considerados funcionalmente como "éteres heterocíclicos". Los anillos α,β-insaturados pueden ser considerados como viniléteres (Por ejemplo el 3,4-dihidro-2H-pirano). El furano es un anillo aromático.

Un átomo de oxígeno directamente unido a dos átomos de carbono vecinos puede tener varias alternativas de mención, de acuerdo el sistema en donde se forme:
- Como la función α,β-epóxido. Se indican ambos localizadores seguidos del prefijo "epoxi". Esta nomenclatura se emplea sobre todo cuando se desea conservar el nombre de una estructura compleja, como por ejemplo, de esteroides o carotenoides. En nomenclatura radicofuncional se puede se denomina como un óxido de alquileno (P. ejem. Óxido de propileno).
- Estos compuestos pueden ser nombrados por la nomenclatura de reemplazo con el prefijo "oxa-" del ciclopropano.
- Por el Sistema de nomenclatura de Hantzsch-Widman, refiriendo al heterociclo como oxirano (saturado) u oxirena (Insaturado).

En el caso de otros éteres heterocíclicos, pueden emplearse los métodos de nomenclatura sustitutiva (el sustituyente bivalente - O - se nombra citando los localizadores y el prefijo epoxi), el sistema de nomenclatura de Hantzsch-Widman o por sistema de reemplazo, dependiendo cuál es el más conveniente en cuanto a simplificación se refiere.
Los éteres corona son éteres heterocíclicos macrocíclicos constituidos por oligómeros de etilénglicol. En el nombre del éter corona, el primer número hace referencia al número de átomos que conforman el ciclo, y el segundo número, al número de oxígenos en el ciclo.

Estructuras de los éteres corona más importantes: 12-corona-4, 15-corona-5, 18-corona-6, difenil-18-corona-6, y diaza-18-corona-6.

Los siguientes anillos heterocíclicos corresponden a funciones orgánicas especiales que pueden ser nombradas con nomenclatura radicofuncional o con Sistema de nomenclatura de Hantzsch-Widman. Los 2-hidroxi-oxacicloalcanos son grupos hemi(a)cetal y los 2-alcoxi-oxacicloalcanos son grupos (a)cetal. Varios ejemplos de estos sistemas son las furanosas, las piranosas y los iridoides.
| Función orgánica    | Estructura Hantzsch-Widman | Nombre radicofuncional                  | Nombre Hantzsch-Widman    |
| Acetal              |                            | Acetal etilénico del formaldehído       | 1,3-Dioxolano             |
| Acetal              |                            | Acetal catecólico del formaldehído      | 1,3-benzodioxol           |
| Acetal              |                            | Acetal 1,3-propilénico del formaldehído | 1,3-Dioxano               |
| Oligómero acetálico |                            | Trímero acetálico del formaldehído      | 1,3,5-Trioxano (Trioxina) |
| Cetal               |                            | Cetal etilénico de la ciclohexanona     | 1,4-Dioxaspiro[4.5]decano |

### Peróxidos
El dioxidano H2O2 (peróxido de hidrógeno) puede presentar derivados de monosustitución denominados hidroperóxidos de alquilo (R—O—OH) o derivados de disustitución denominados  peróxidos de alquilo (peréteres, R—O—O—R').
- Hidroperóxidos. La nomenclatura radicofuncional menciona a estos compuestos como hidroperóxidos de alquilo, siempre y cuando el grupo alquilo sea de mención simple. En casos donde el hidroperóxido es de menor prioridad, se menciona al sustituyente - OOH como "hidroperoxi-".

El sustituyente ROO- se menciona como "alquilperoxi-".
- Peróxidos de alquilo:

(a) La nomenclatura radicofuncional menciona a los compuestos como peróxidos de alquilo. Si el sustituyente se repite, se utiliza el prefijo multiplicativo "di-"; si son alquilos distintos, se mencionan por orden alfabético.
(b) En agrupaciones de unidades moleculares idénticas, se utiliza el prefijo "dioxi-" para denominar al grupo bivalente "-O-O-" y se citan los localizadores de acuerdo a la nomenclatura multiplicativa:
Los sistemas de poliperóxidos de cadena lineal pueden ser nombrados por nomenclatura de reemplazo:
(c) Los peróxidos heterocíclicos pueden mencionarse por nomenclatura de reemplazo. Lo policiclos que tienen un peróxido bivalente como puente se denominan endoperóxidos. Cuando se desea por el uso del prefijo "epidioxi-" cuando el grupo-OO-forma un puente entre dos átomos de carbono de un anillo o un sistema de anillo.

## Jerarquía de mención
Ácido carboxílico > Éster carboxílico > Aldehído > Cetona > Alcohol > Hidroperóxido> Hidrocarburo > Éteres y peróxidos
.
A continuación se muestran ejemplos de la jerarquía de mención: